# 520 West 41st Street
520 West 41st Street (auch unter der Straßenadresse 514 11th Avenue bekannt) war ein geplanter Super-Wolkenkratzer in Manhattan in New York City, der im Mai 2012 erstmals der Öffentlichkeit vorgestellt wurde. Das Projekt wurde nicht realisiert.

## Beschreibung
Das Projekt wurde von Silverstein Properties entwickelt und hätte sich im Viertel Hudson Yards an der West Side von Manhattan in unmittelbarer Nähe zu dem Gebäudekomplex Hudson Yards befunden. Larry Silverstein ist unter anderem der Erbauer der Silver Towers und des 7 World Trade Centers sowie der Bauherr von Two World Trade Center, Three World Trade Center, Four World Trade Center und 30 Park Place. Der Gebäudekomplex sollte ursprünglich aus zwei identen Türmen bestehen welche ausschließlich für Wohnzwecke gedacht waren (bis auf Einzelhandel in den unteren Etagen). Die ehemalige Höhe betrug 229 Meter (mit 60 Stockwerken).
Anfang Juli 2014 wurde bekannt, dass Silverstein anstelle von zwei Türmen einen einzelnen, höheren Wolkenkratzer bauen will. Laut Plänen sollte das Gebäude über 335 Meter hoch werden und 106 Etagen zählen. Zudem sollten insgesamt etwa 1.400 Wohneinheiten errichtet werden.